# 1992년 FIBA 아시아 여자 농구 선수권 대회
1992년 아시아 여자 농구 선수권 대회는 1992년 3월 21일부터 3월 30일까지 대한민국 서울특별시에서 열렸다.
틀:FIBA 여자 아시아컵